# Guabo (Perú)
Guabo es una localidad peruana ubicada en el distrito de Chalaco, perteneciente a la provincia de Morropón del departamento de Piura, al norte del Perú. 

## Ubicación
Guabo se ubica al noreste de la provincia de Morropón, en el distrito de Chalaco, en el departamento de Piura.

## Demografía
En 2017 Guabo tenía una población de 6 habitantes.
| Gráfica de evolución demográfica de Guabo entre 1993 y 2017 |
|                                                             |
| Fuentes: Población 1993 y 2017                              |